# Buddy Collette

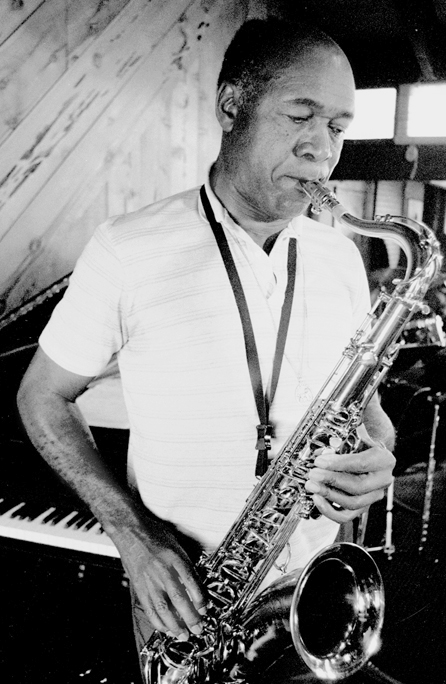
Buddy Collette, 2010

Buddy Collette (gebürtig: William Marcel Collette; * 6. August 1921 in Los Angeles, Kalifornien; † 19. September 2010 ebenda) war ein US-amerikanischer Jazzmusiker (Tenorsaxophon, Flöte und Klarinette), der großen Einfluss auf den West-Coast-Jazz hatte und Lehrer wichtiger Musiker war.

## Leben und Karriere
Im Alter von 12 Jahren begann Collette auf dem Altsaxophon und leitete seine erste Jazzband, zu der Britt Woodman auf der Posaune und Charles Mingus am Bass gehörten. Mit 17 Jahren wurde er professioneller Musiker. Nach dem Wehrdienst als Bandleader bei der US-Marine arbeitete er mit den Stars of Swing (zu denen Woodman, Mingus und Lucky Thompson gehörten). Mit dem Saxophonisten Dexter Gordon, Charles Mingus und Chico Hamilton spielte er dann Bebop in Los Angeles. Er war einer der ersten Flötisten des Modern Jazz. In den frühen 1950ern arbeitete er als Studiomusiker und war der erste afroamerikanische Musiker, der im Fernsehen auftrat (im Programm von Groucho Marx You Bet Your Life).
1955 war er Gründungsmitglied des legendären Quintetts von Chico Hamilton mit dem Gitarristen Jim Hall und dem Cellisten Fred Katz. 1956 nahm er sein erstes Album als Bandleader auf (Man of Many Parts). Seine Zusammenarbeit mit dem Saxophonisten Dexter Gordon, dem Schlagzeuger Chico Hamilton und seinem langjährigen Freund Charles Mingus (Mingus at Monterey, 1964) begründete seine Stellung innerhalb der Jazzszene von Los Angeles ebenso wie sein frühes Eintreten für eine Vereinigung der zunächst nach Hautfarbe getrennten lokalen Musikergewerkschaft.
Im Unterschied zu anderen einflussreichen Musikern des West-Coast-Jazz blieb Collette in Kalifornien, wo er in den Studios arbeitete und zusätzlich jedes Wochenende mit seinem Quintett spielte und aufnahm, aber auch andere Holzbläser ausbildete. Zu seinen Schülern gehören Eric Dolphy, Charles Lloyd, Frank Morgan, Sonny Criss und James Newton. Nur gelegentlich unternahm er Europatourneen.
1996 beauftragte ihn die Library of Congress mit der Komposition und Aufführung eines Big-Band-Konzerts. Seit einem Schlaganfall 1998 konnte er nicht mehr als Musiker auftreten, blieb aber in Los Angeles als Jazzlehrer aktiv (unter anderem mit Kinderprogrammen). Collette war zudem in der Bürgerrechtsbewegung sehr aktiv.

## Autobiographische Buchveröffentlichung
- Buddy Collette, Steven L. Isoardi: Jazz Generations: A Life in American Music and Society. New York, London: Continuum 2000; ISBN 978-0826447210